# 荒津
荒津（あらつ）は、福岡県福岡市中央区の町名。現行の行政地名は、荒津一丁目及び二丁目である。町内の南西部を除く地区は、港湾施設の総体としての埠頭を構成しており、「荒津地区」と呼ばれる。埠頭の区域は、1970年（昭和45年）に竣功し、現在105基の貯油施設がある石油中継基地である。石油や重油等を取扱い、都市圏をはじめ九州で消費される石油製品がこの石油中継基地から各地に届けられる。また、埠頭の基部、南西部にあたる地区（臨港地区外）には、下水処理場が立地している。面積は約38ヘクタール。2022年3月末現在の人口は75人。郵便番号は810-0076。

## 地理
福岡市の中心とされる中央区天神の北西約2.5キロメートル、同区の北端で、海に面する地域に位置する。町内全域が1938年（昭和13年）から1970年（昭和45年）にかけて海面の埋立によって造成された造成地であり、埠頭等を含む。西、北及び東で博多湾に面して岸壁等を形成し、南東で「港」と、南西で「西公園」と隣接する。また東は博多漁港（漁港区域）の入り口（港湾区域）を介して「那の津」（須崎ふ頭）に面し（那の津とは福岡高速環状線の一部である荒津大橋により繋がる。）、西は博多湾を介して福浜に面する。

荒津の遠景
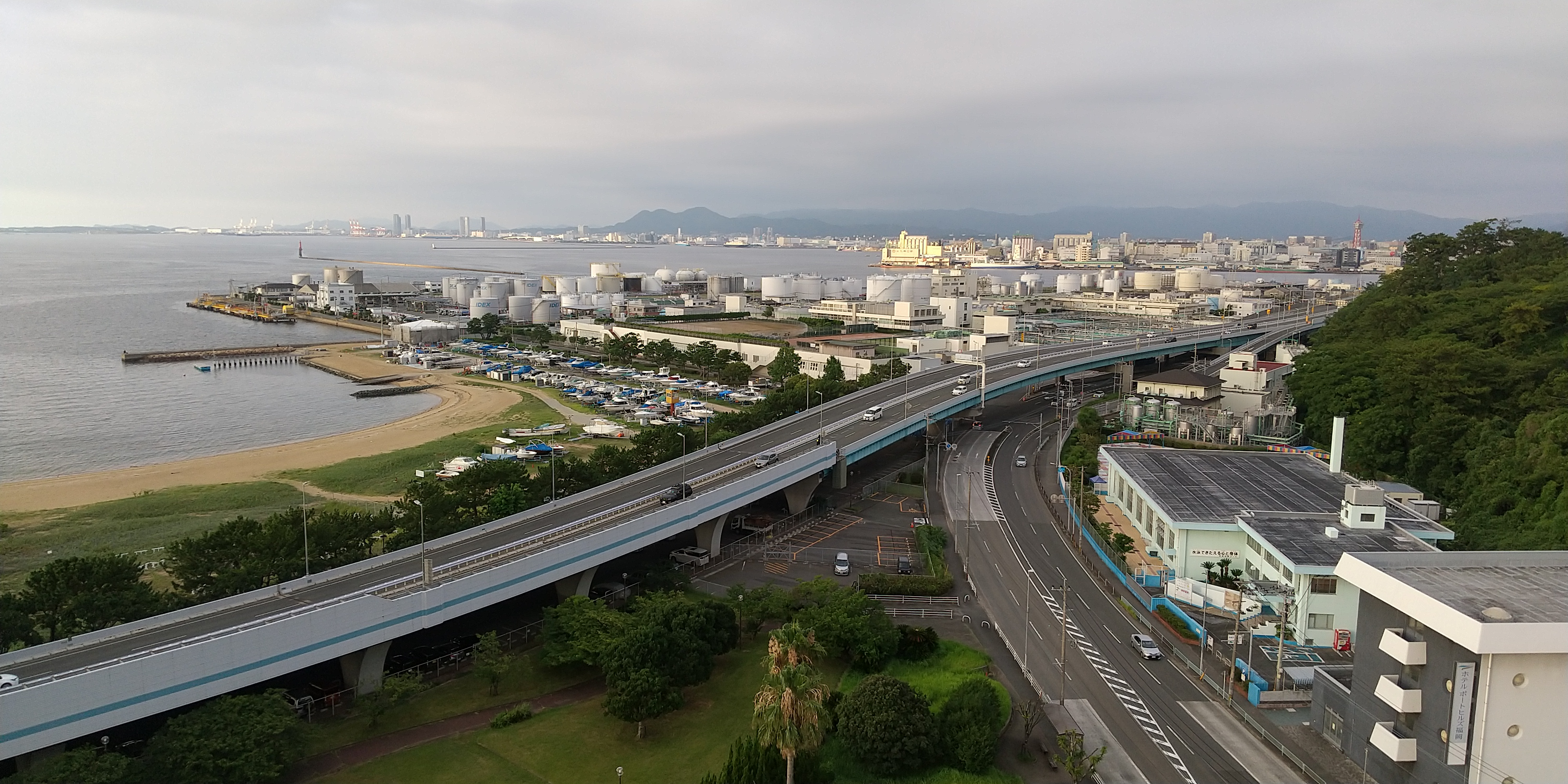
荒津の遠景（写真の左下：福浜、右下：西公園）

### 都市計画
都市計画に関しては、「福岡市都市計画マスタープラン」 において、「港湾機能ゾーン」として位置付けられている。用途地域は、港福浜線（及び福岡高速環状線）より北側が工業専用地域に、南側が工業地域に指定されている。また、下水処理場等が立地する南西部を除く地区が都市計画法及び港湾法に基づく臨港地区に、その分区は全域が保安港区に指定されている。

## 語源
町名は、1957年（昭和32年）から1965年（昭和40年）の福岡市の町名「荒津町」として、北湊町及び荒戸町地先公有水面埋立地に起こり、「荒津」は荒戸町にある山名である「荒津山（荒戸山）」により命名された。

## 歴史

### 埋立整備事業の背景
1899年（明治32年）8月4日に博多港が関税法による対外貿易港としての開港指定を受けて以来、船舶の大型化や取扱貨物量の増加に伴い、公有水面の埋立により、博多船溜地区、中央ふ頭などで、港湾施設の増強が進められてきたが、西公園下においては福岡市が1937年（昭和12年）から工事に着手されていたものの、埋立区域の南側と護岸の一部工事が行われたまま、太平洋戦争のため工事が中断されていた。戦災復興事業等で市の財政が逼迫する中、1951年（昭和26年）より、長浜地先埋立の合間を縫って細々と再開されるようになったものの、完成するのは昭和30年代になってからになる。
その後、1960年（昭和35年）3月に港湾管理者である福岡市により、1961年度（昭和36年度）を初年度とする「第一次博多港港湾整備5ヵ年計画」が策定され、博多港内の各埠頭の役割が明確にされたうえで、保安地区としての西公園下の埋立てが進められていくことになった。

### 埋立工事 (昭和30～40年代)
西公園下の埋立てについては、工場用地の用途、「西公園下石油センター第1工区」及び「西公園下石油センター第2工区」の地区名で、1938年（昭和13年）4月20日に福岡市が埋立免許を受け、福岡市が埋立工事に着手していたが、戦後になっても遅々として進捗せず、1955年（昭和30年）を迎えても埋立ては未完成のままであった。この頃、福岡市は、経済成長に伴い、急激に石油の輸入が増加する一方、博多港の石油関係施設が須崎地区や長浜船溜等に散在し、一般の港湾施設と石油施設の混在は危険であるため、西公園下の埋立地を保安港区とし、危険物を集約することを検討していたものの、具体化できない状況にあった。この様な状況の中で、1955年（昭和30年）に日本石油株式会社（現在のENEOS株式会社）がこの場所に進出を決めたことが契機となって他社も進出することになり、ここに西公園下の埋立ては本格化した。当該地区の埋立てについては、1957年（昭和32年）3月5日に第1工区（143,833.38m2）の、1958年（昭和33年）2月1日に第2工区（100,560.72m2）の埋立工事（合計で244,394.10m2）が竣工した。
これにあわせ当該地の西側に、博多港開発株式会社が石油センターの増設を図るため、貯油施設用地の用途、「西公園下荒津二丁目」の地区名で、1964年（昭和39年）5月7日に埋立免許を受け、同年11月28日に埋立工事（81,149.38m2）が竣工した。
また、福岡市は、西公園下石油センターに隣接して、下水処理場用地の用途、「中部下水処理場第1工区」及び「中部下水処理場第2工区」の地区名で、1961年（昭和36年）3月6日に福岡市が埋立免許を受け、1964年（昭和39年）4月7日に第1工区（38,417.77m2）の、1970年（昭和45年）12月1日に第2工区（16,767.84m2）の埋立工事（合計で55,185.61m2）が竣工した。

## 人口
荒津一丁目及び二丁目を合わせた人口の推移を福岡市の住民基本台帳（公称町別） に基づき示す（単位：人）。集計時点は各年9月末現在である。
- 2013年（平成25年）：0
- 2014年（平成26年）：37
- 2015年（平成27年）：50
- 2016年（平成28年）：64
- 2017年（平成29年）：69
- 2018年（平成30年）：75
- 2019年（令和元年）：71
- 2020年（令和2年）：85
- 2021年（令和3年）：70

## 交通
交通に関しては、公共交通機関としてはバスがある。

### 鉄道
鉄道は通っていない。最寄りの駅は福岡市交通局が運営する福岡市地下鉄空港線の大濠公園駅であり、距離は道程で約1.1～2.1キロメートルである。

### バス
バスについては、西日本鉄道が運営するバスが運行しており、町内ではないが、最も近いものとして次の停留所がある。
- 中央市民プール前（中央区西公園）
- 給油センター（中央区港三丁目）

### 道路

#### 都市高速道路
都市高速道路としては福岡高速環状線が通っており、町内に次の出入口がある。
- 西公園出入口（料金所・ランプ）

また、この都市高速道路の東側は博多湾（博多漁港等への入り口）に架かる橋梁となっており、荒津一丁目と那の津三丁目を結んでいる。
- 荒津大橋（斜張橋）

主な都市高速道路の写真
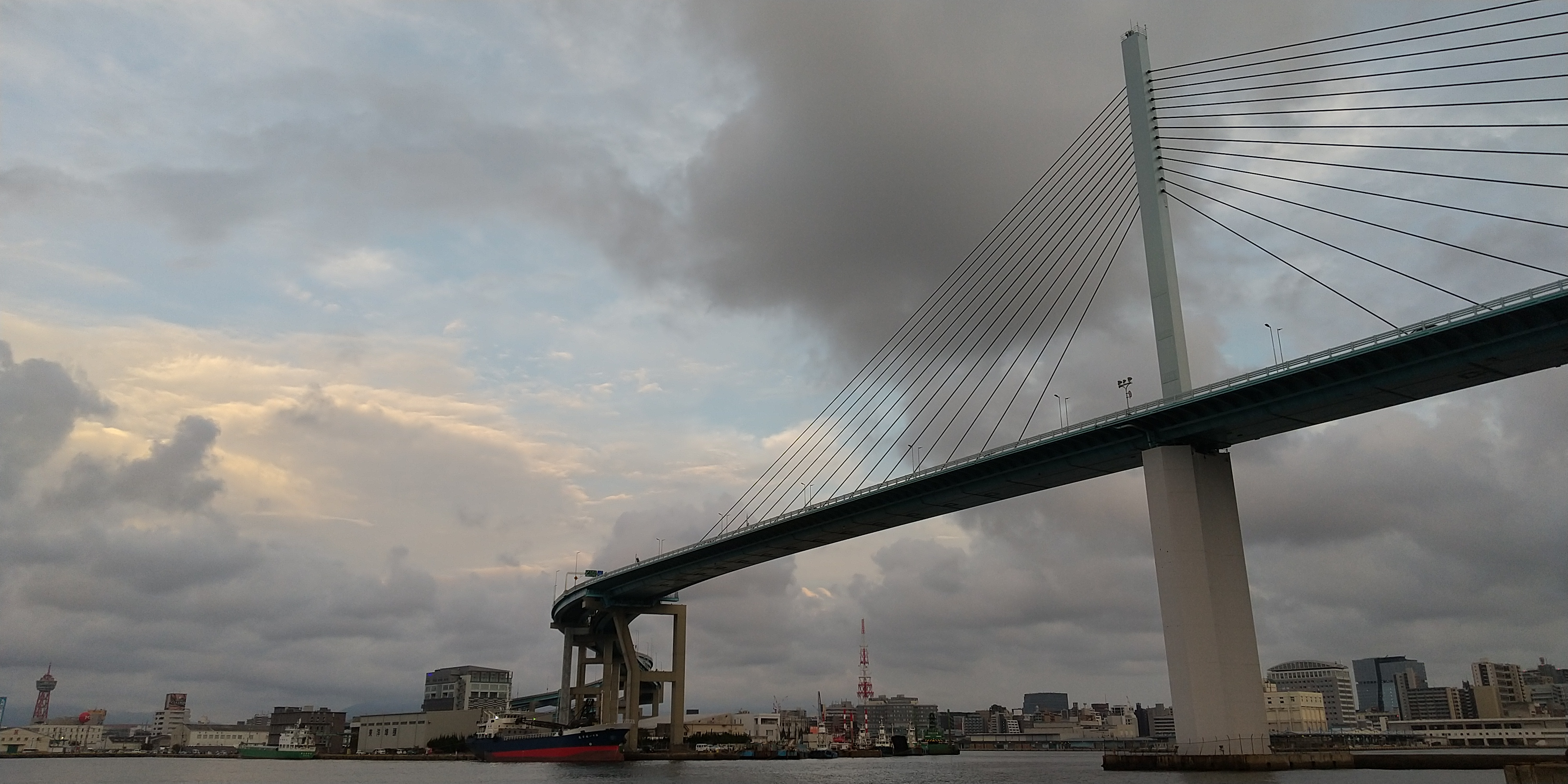
荒津大橋

#### 市道
福岡市が管理する市道の主要なものは次のとおりである。
- 荒戸荒津線（北端で接続）
- 港福浜線

#### 臨港道路
町内の南西部を除く地区は臨港地区に指定されており、地区内の道路は臨港道路である。

主な臨港道路の写真
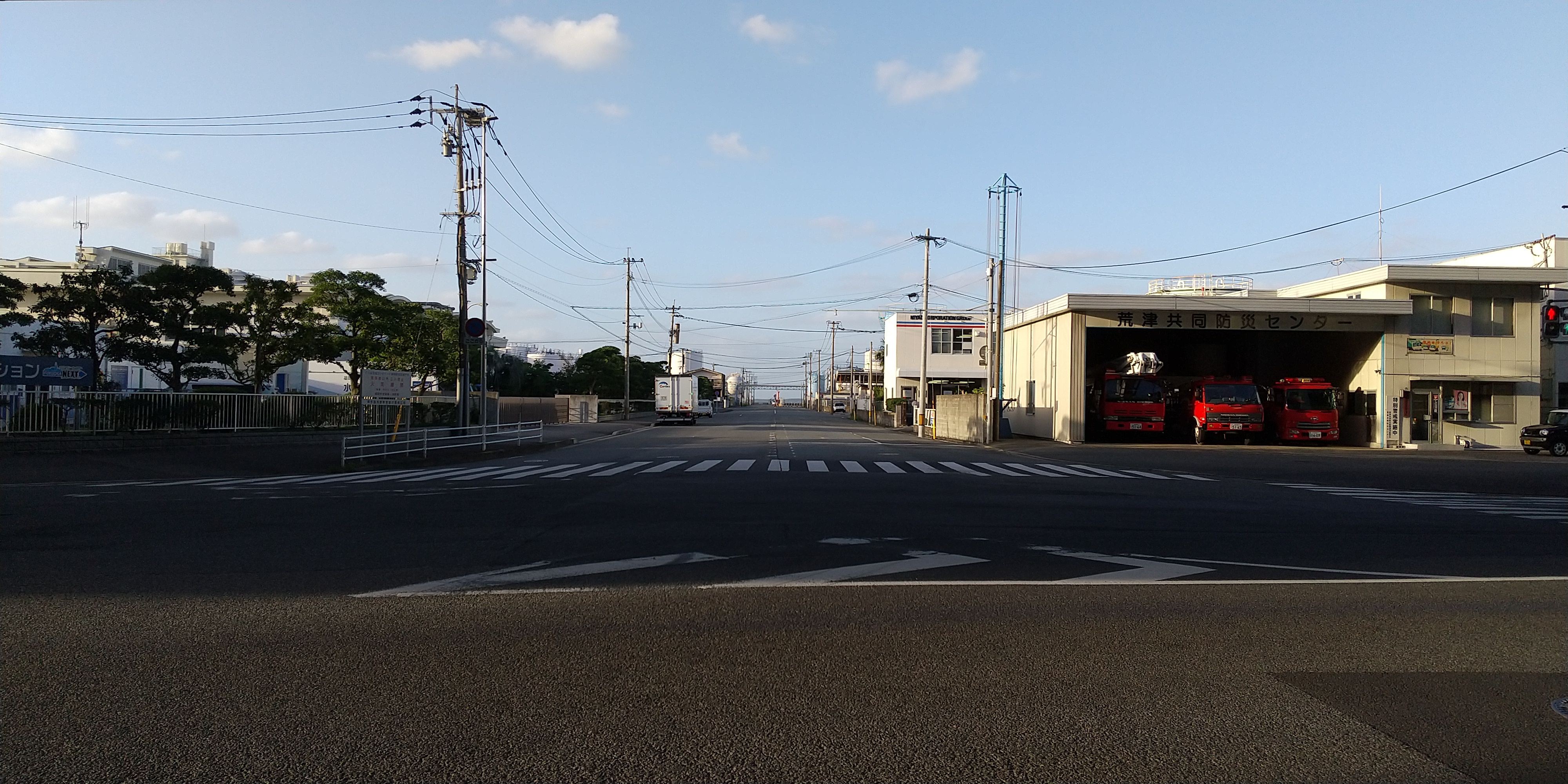
荒津の臨港道路、防災センター交差点の北側（左：荒津二丁目、右：荒津一丁目）
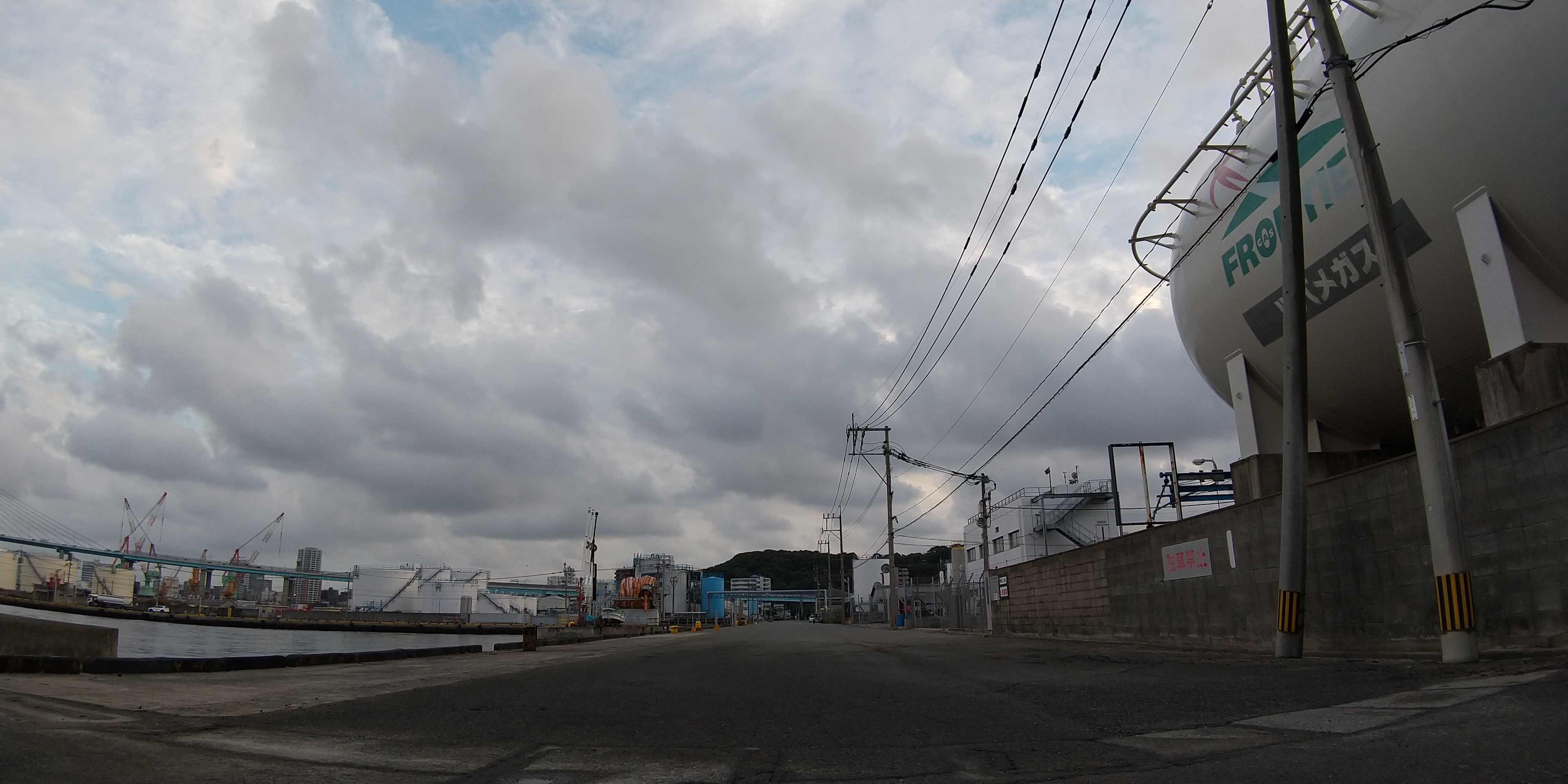
荒津の臨港道路、西公園下防波堤の南側（左：荒津一丁目、右：荒津二丁目）
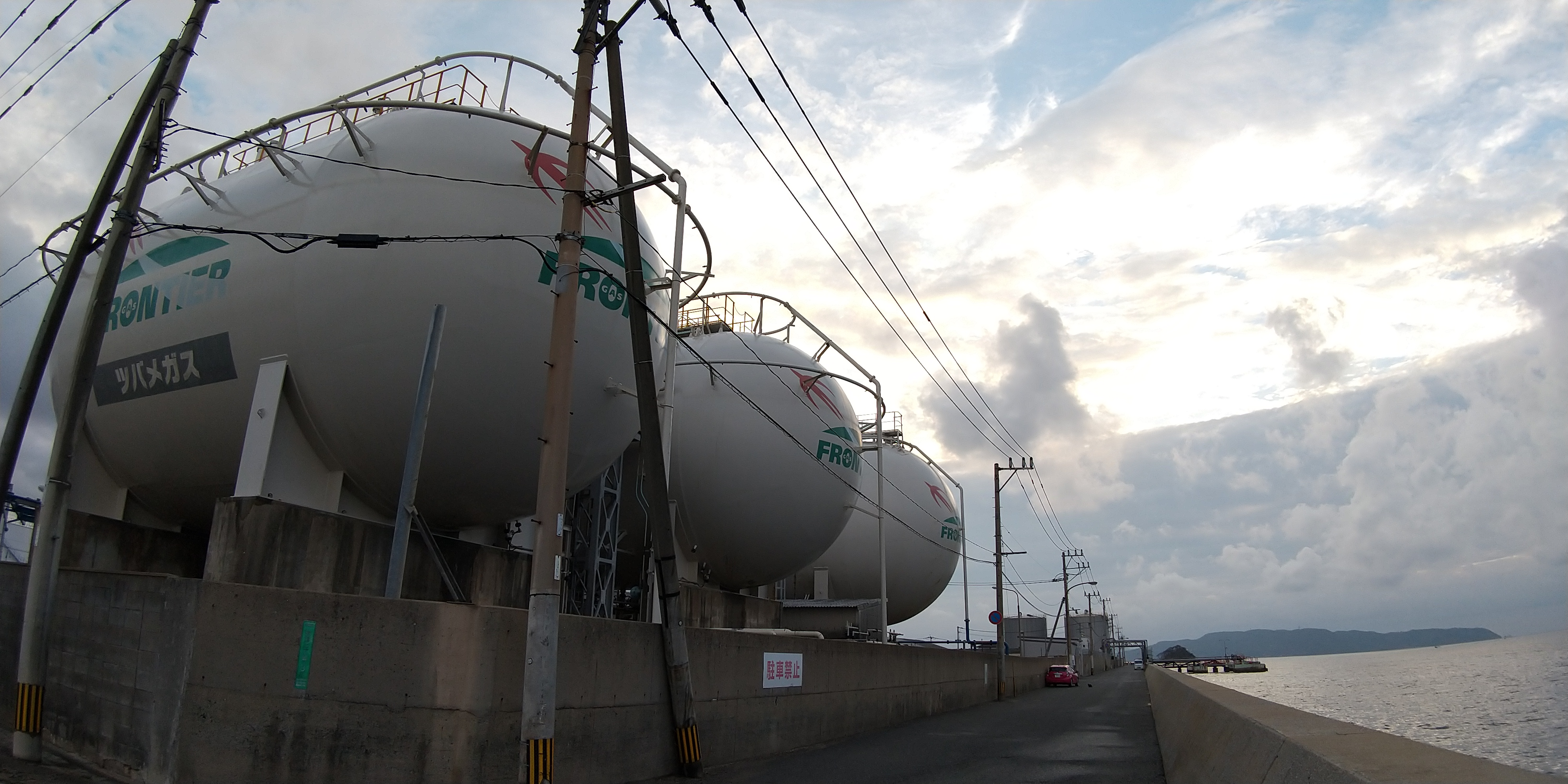
荒津の臨港道路、西公園下防波堤の西側（荒津二丁目）

## 施設

### 港湾施設
埠頭においては、次のような港湾施設がある。
- 係留施設：桟橋（民間施設）9
- 西公園下防波堤（荒津二丁目）

主な港湾施設の写真
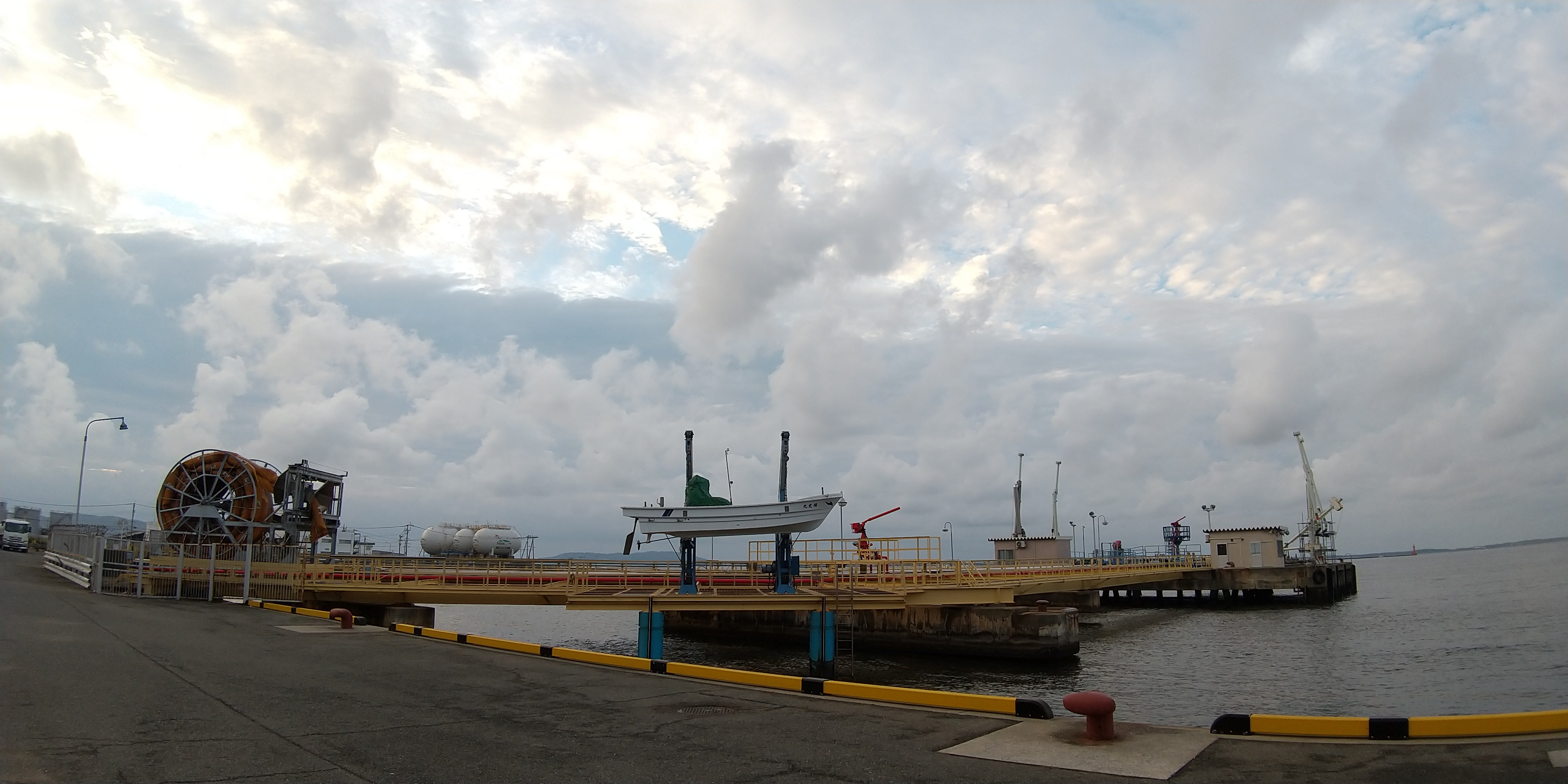
荒津桟橋[注釈 5]
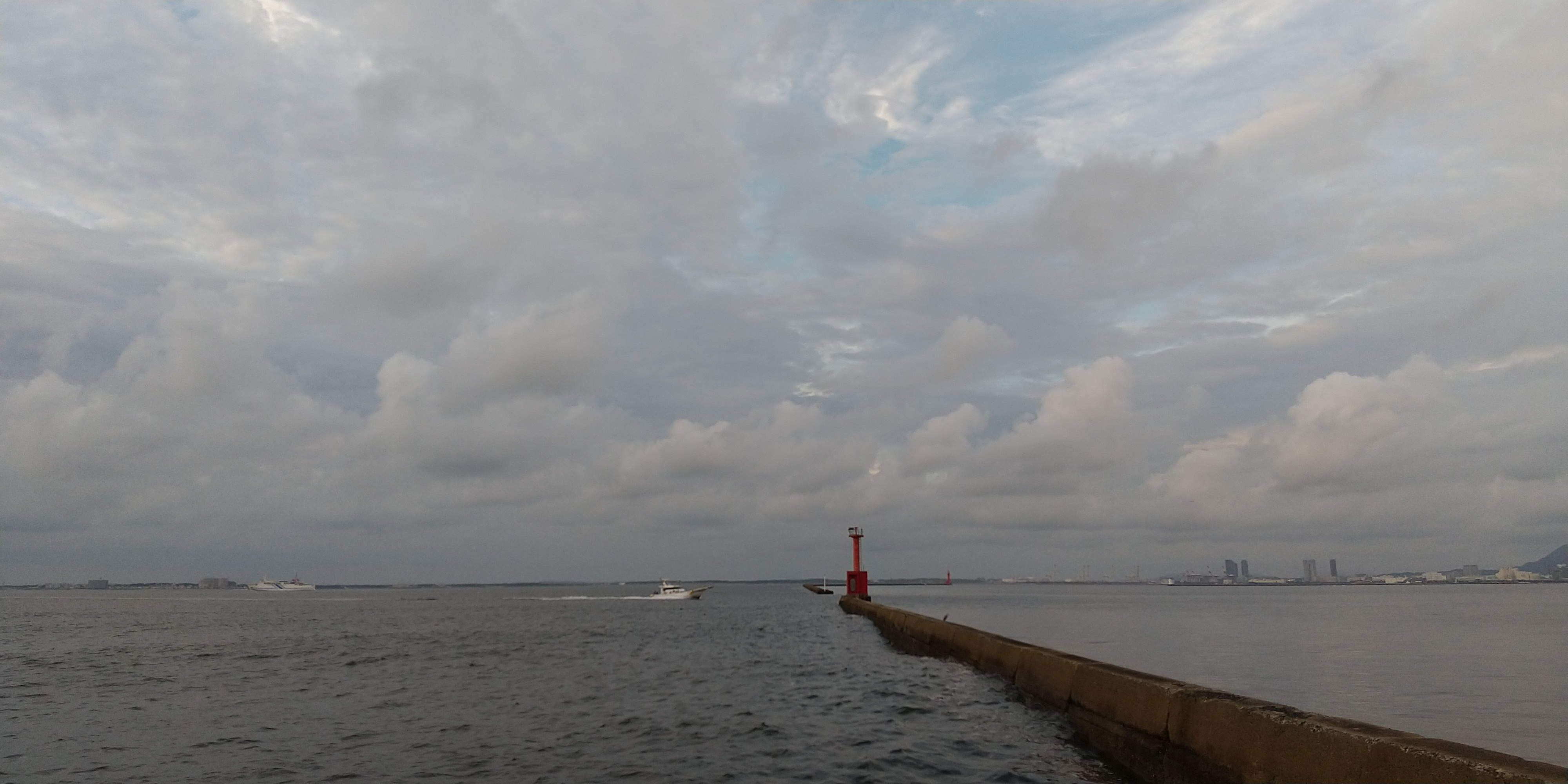
西公園下防波堤

### 油槽所
石油、高圧ガス貯蔵所等の事業所が多数立地し、石油コンビナートを形成している。

### 公共施設
次のような公共施設が立地している。
- 中部水処理センター[注釈 7]
- 下水再生処理施設（中部水処理センター内）[注釈 8]
- 再生水資材センター（中部水処理センター内）[注釈 9]
- 福岡市水素ステーション（中部水処理センター内）[注釈 10]
- 荒津共同防災センター（松藤商事株式会社[注釈 11]の防災事業部が運営する防災施設）[注釈 12]
- 荒津公園[注釈 13]
- 荒津5号緑地[注釈 14]

主な公共・公益施設の写真
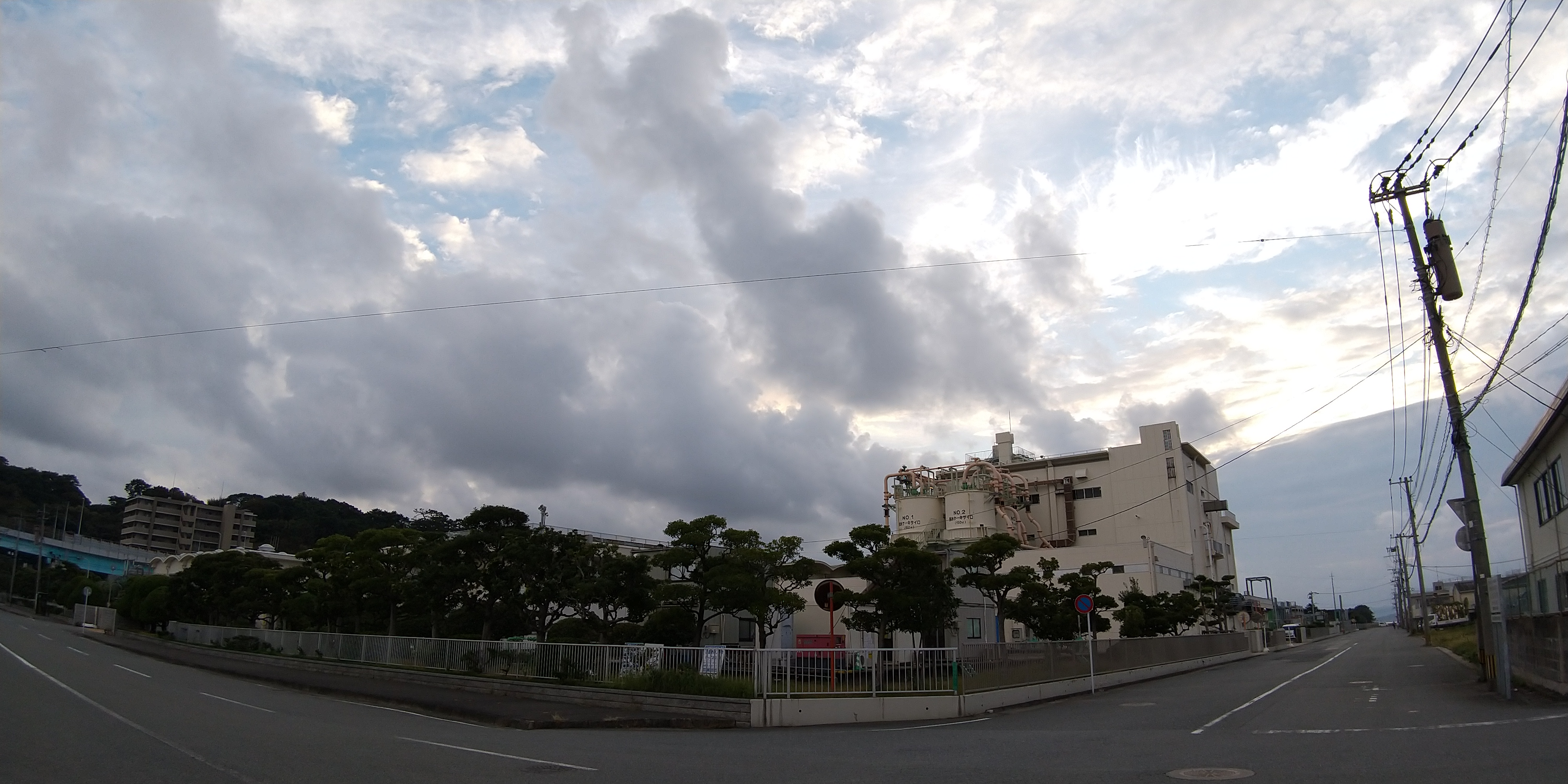
中部水処理センター
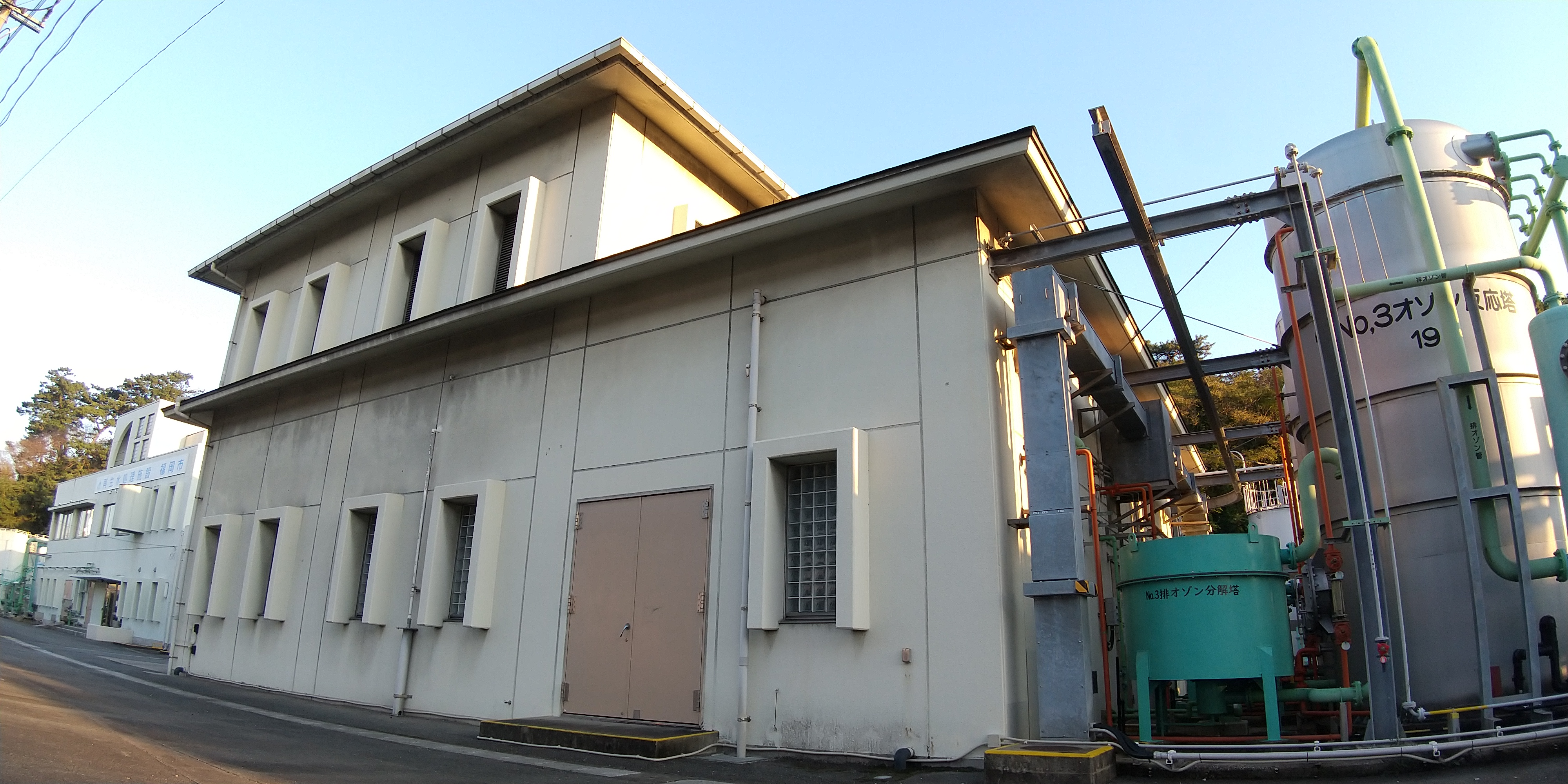
下水再生処理施設
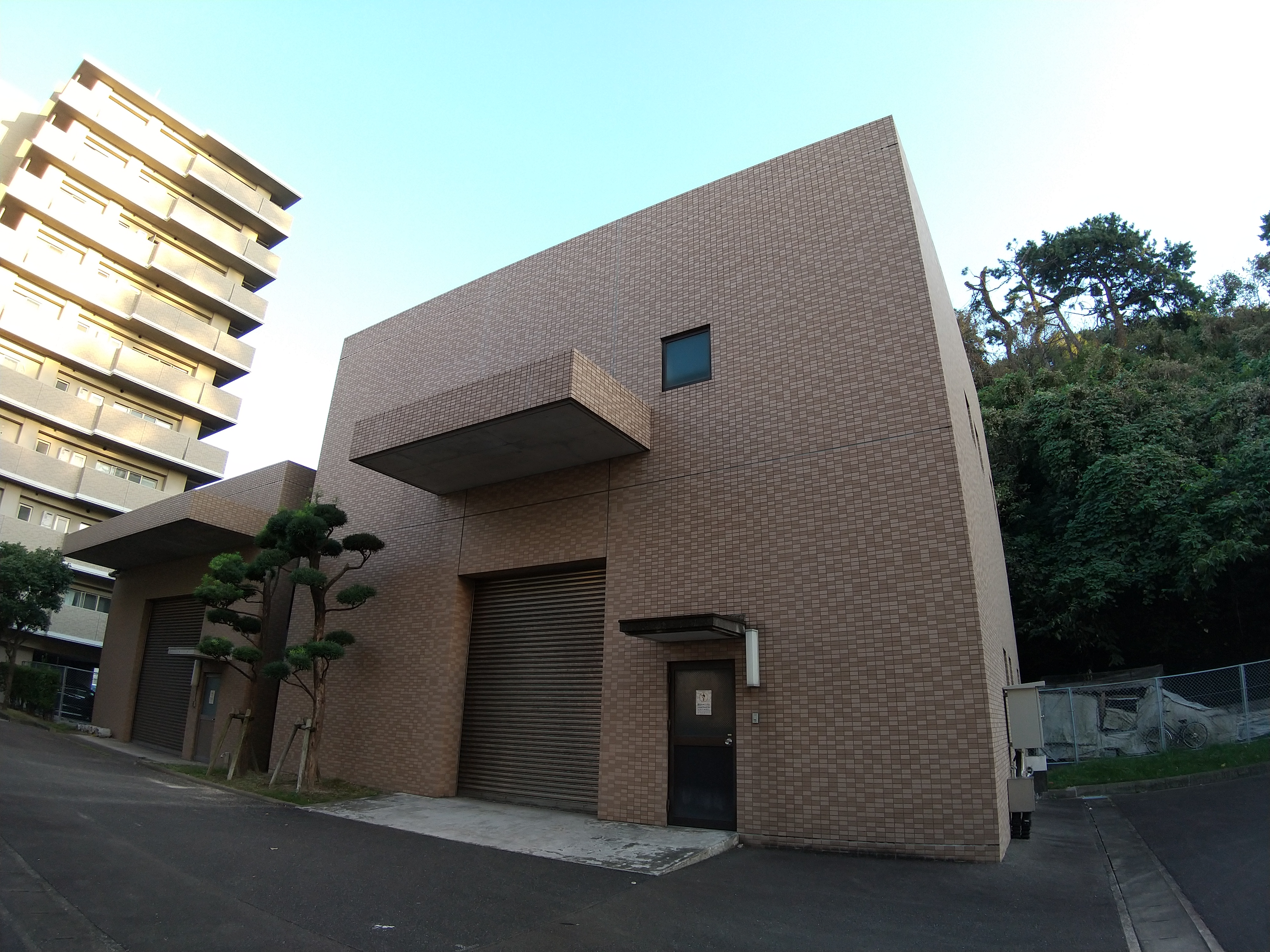
再生水資材センター（中部水処理センター内）
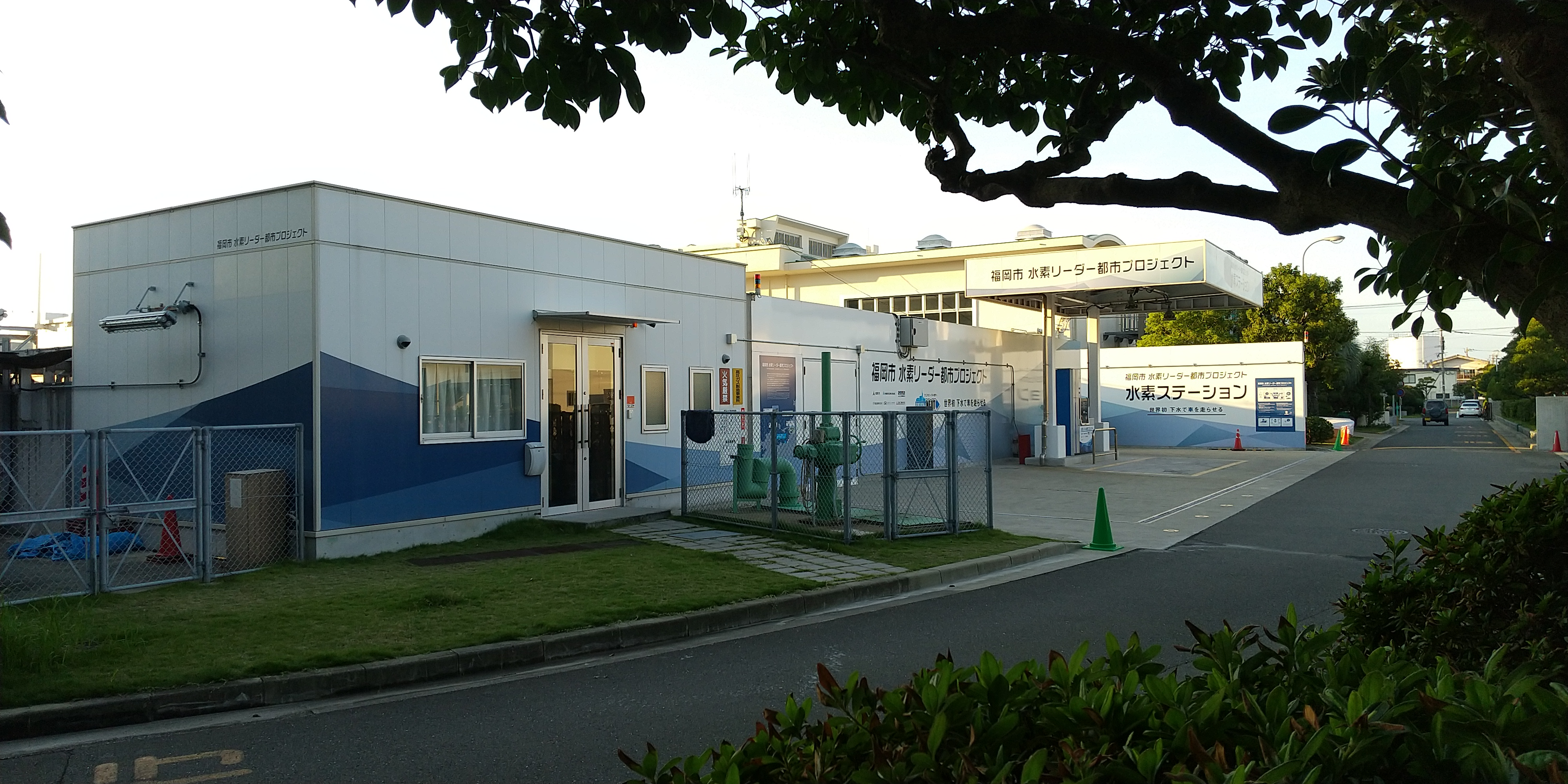
福岡市水素ステーション（中部水処理センター内）
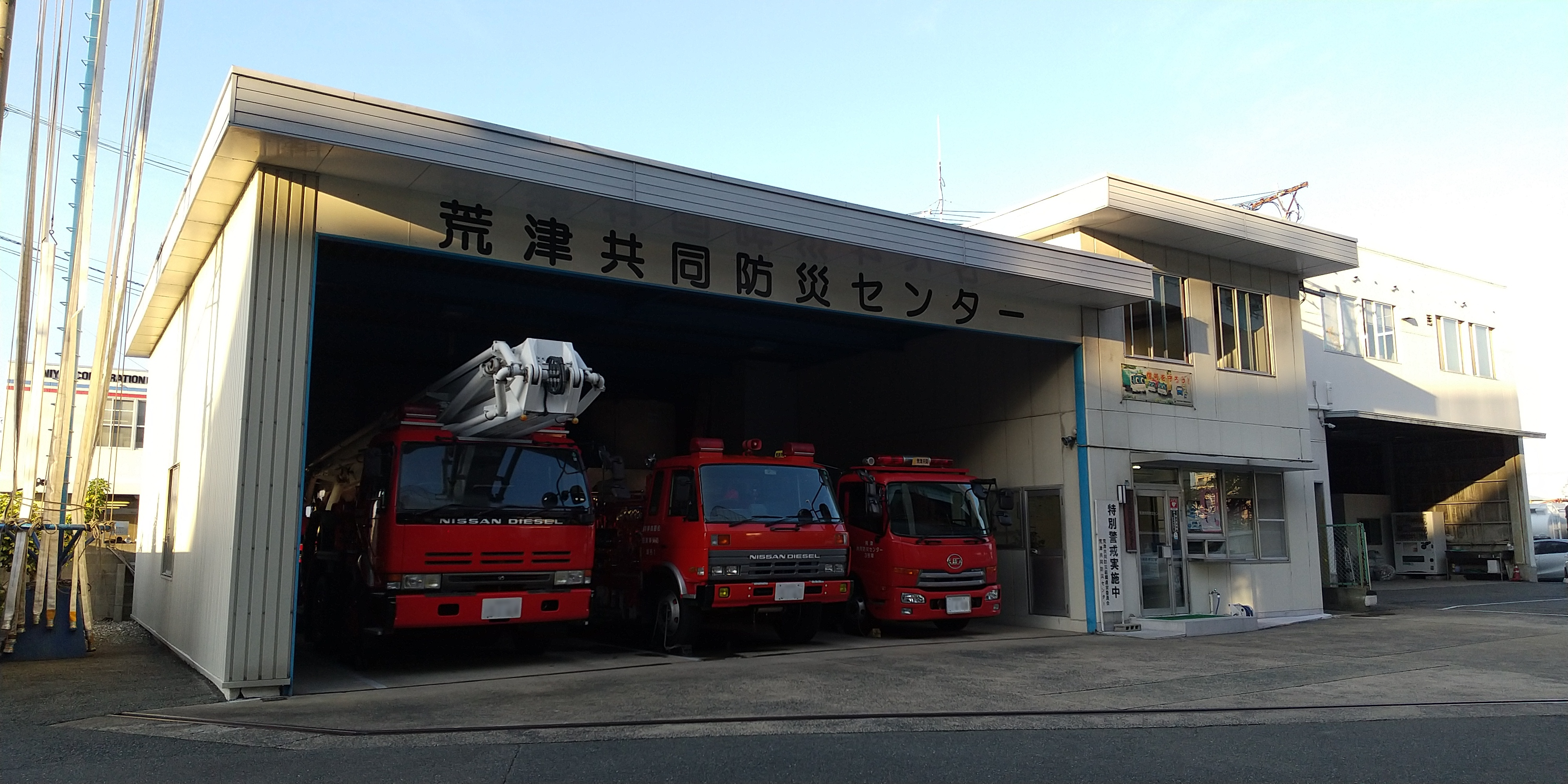
荒津共同防災センター
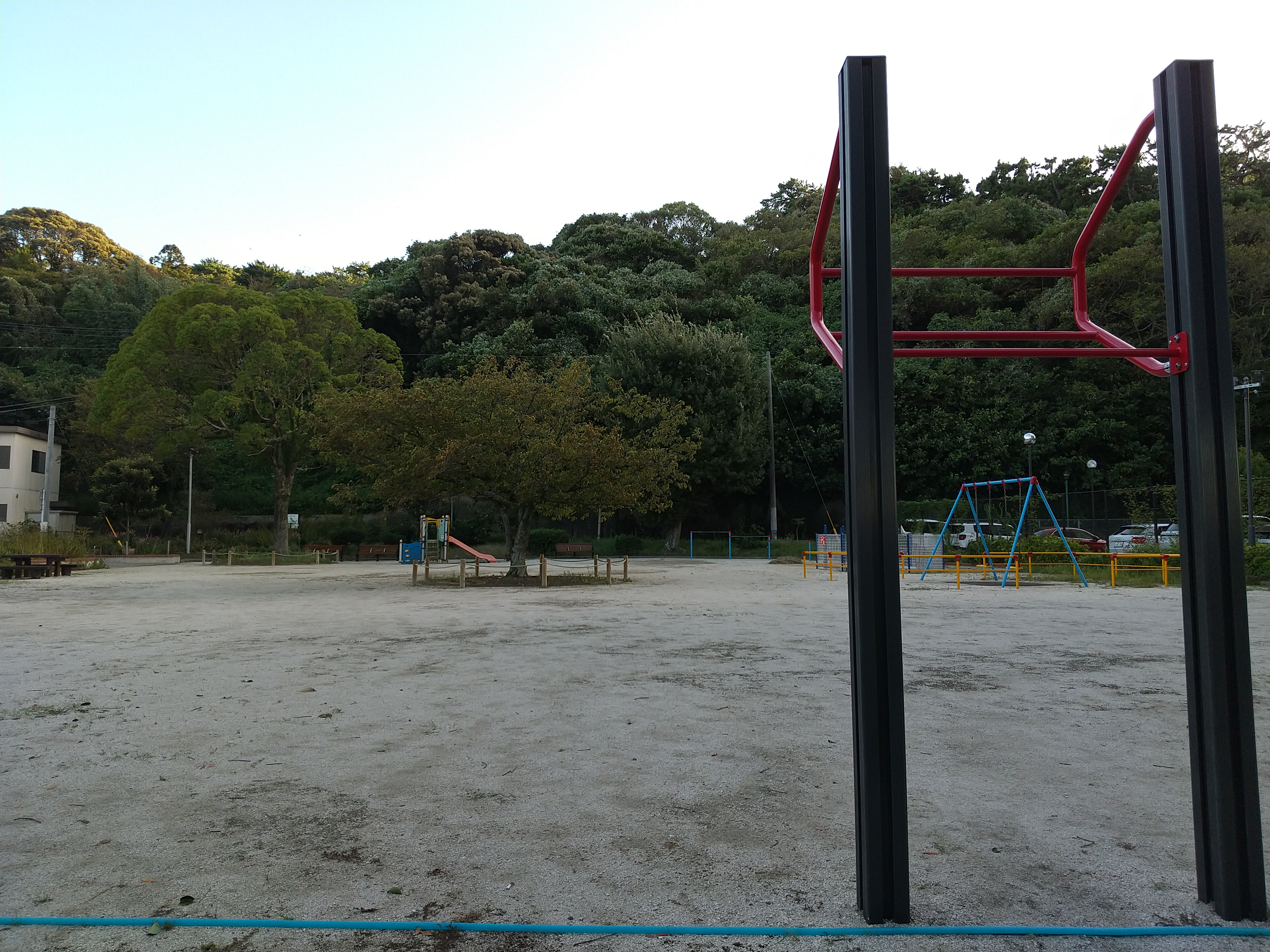
荒津公園
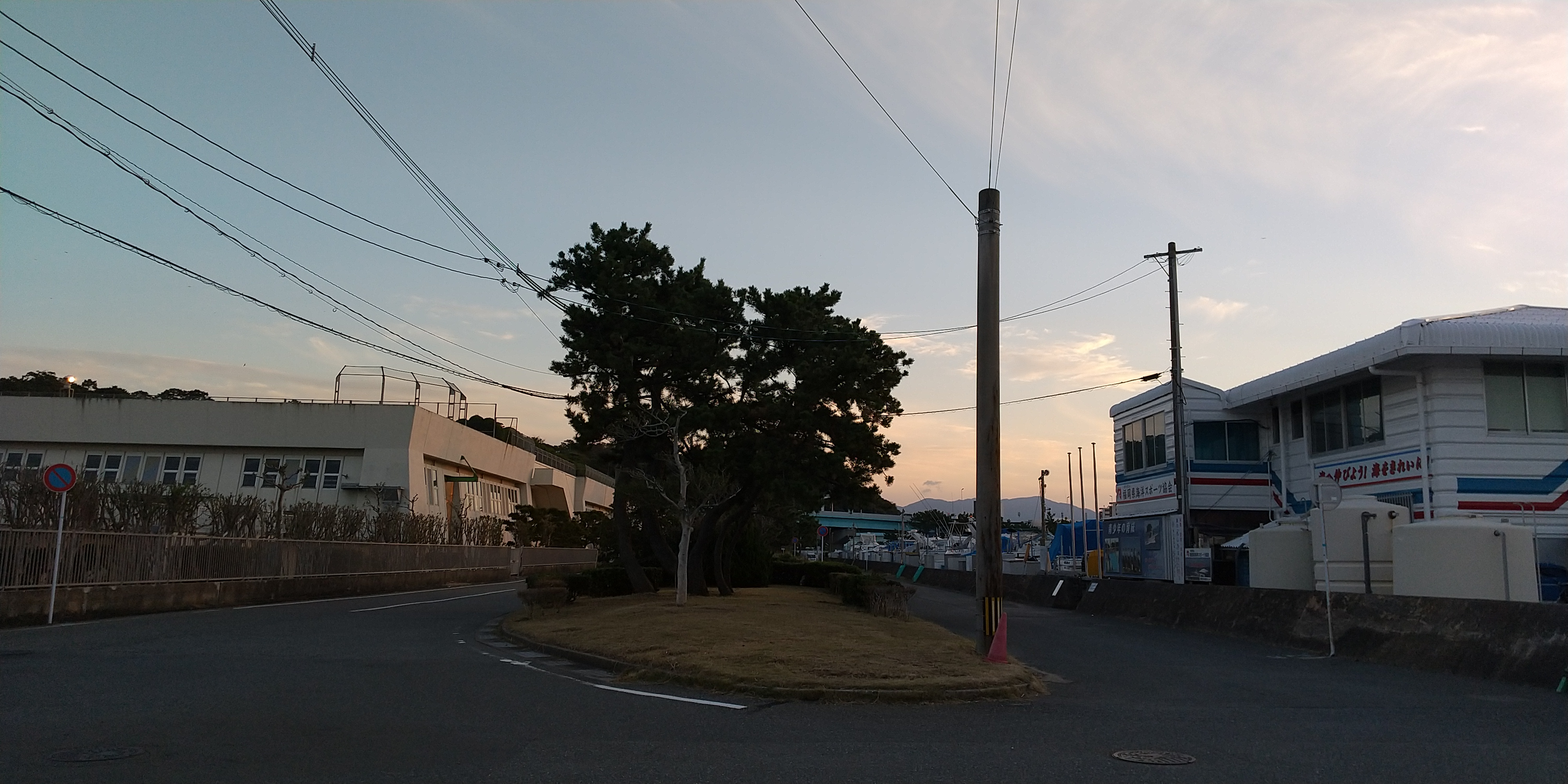
荒津5号緑地

### その他
次のような施設が立地している。
- 一般社団法人福岡県海洋スポーツ協会[注釈 15]

なお、町内の大部分が港湾施設や下水処理場に占められているが、町内の南端に共同住宅も立地している。

その他の施設の写真
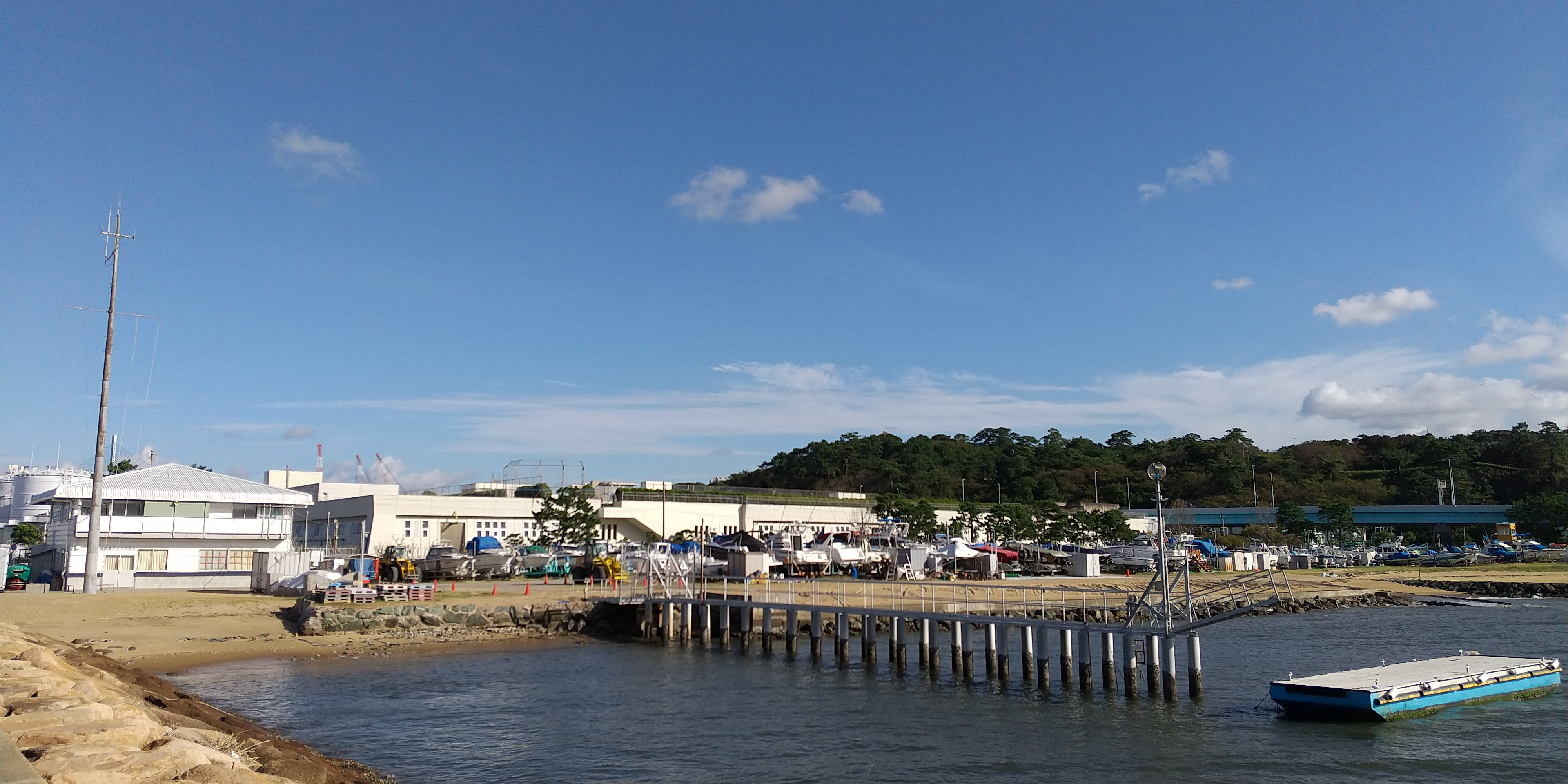
一般社団法人福岡県海洋スポーツ協会

### 学校
町内に学校は存在しないが、校区については、小学校区、中学校区についてそれぞれ次の学校の校区に属する。
- 小学校・中学校：福岡市立舞鶴小中学校